# Луна-3

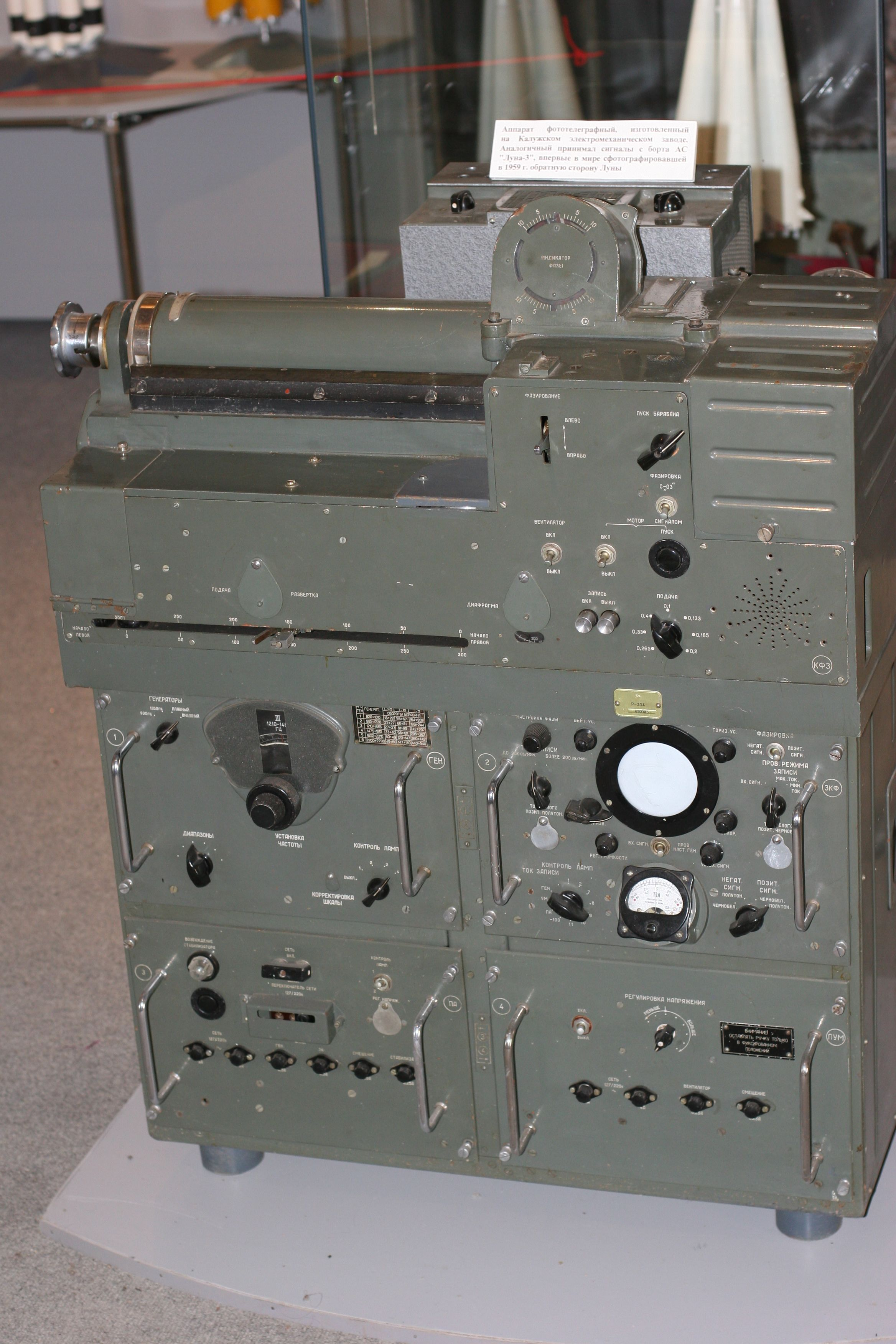
Фототелеграфна система з «Луна-3» в Державному музеї історії космонавтики імені К. Е. Ціолковського

«Луна-3» (укр. Місяць), «Луна Є-2А №1» — радянський космічний апарат, що зробив перші у світі фотографії зворотного боку Місяця.
Апарат типу Є-2А був першим радянським апаратом, створеним для фотографування зворотного боку Місяця апаратурою «Єнісей-2». Попередньо для цього завдання розроблявся тип Є-2 з апаратурою «Єнісей-1», але розробку цього типу припинили.

## Опис
Космічний апарат мав циліндричну форму з двома напівсферами, прикріпленими до кожної основи циліндра, біля верхньої напівсфери було прикріплено широкий фланець. Основна циліндрична частина мала діаметр приблизно 95 см. Апарат мав довжину 130 см і найбільший діаметр 120 см в місці розташування фланця. Апарат був загерметизований і мав внутрішній тиск 0,23 атм. Уздовж зовнішньої поверхні циліндра було змонтовано панелі сонячних батарей, що забезпечували живлення хімічних батарей, розташованих всередині, і жалюзі системи терморегулювання, що відкривались для охолодження радіаторів і підтримання внутрішньої температури не вище 25 °C. У верхній півсфері розташовувалися фотокамери. Згори апарата стирчали чотири антени і дві знизу. На зовнішній поверхні розташовувалися детектори мікрометеоритів і космічних променів. Для стабілізації апарата використовувались газові двигуни, розташовані ззовні у нижній півсфері. Для точної орієнтації відносно Сонця і Місяця використовувались фотоелектричні елементи. Апарат не мав ракетних двигунів для корекції траєкторії. Апарат в польоті керувався радіокомандами з Землі.
Усередині розташовувались: камера й апаратура для проявлення плівки, радіоапаратура, рушійна установка, батареї, гіроскоп для стабілізації апарата, вентилятори для регулювання температури.
Камера з 35-мм плівкою мала два об'єктиви — ширококутний з фокусною відстанню 200 мм і високої роздільності з фокусною відстанню 500 мм. Апаратура могла відсканувати до 40 зображень.

## Політ

«Луна-3». Траєкторія і гравітаційний маневр

4 жовтня 1959 року в 00:43 UTC з космодрому Байконур ракетою-носієм «Восток-Л» було запущено космічний апарат «Луна-3». Орбіта була значно видовженою еліптичною орбітою штучного супутника Землі, розрахованою на обліт Місяця.
6 жовтня апарат пройшов за 6200 км від поверхні Місяця.
7 жовтня о 03:30 UTC «Луна-3» зробила перший знімок зворотного боку Місяця, перебуваючи за 65 200 км від поверхні, 40 хвилин потому, перебуваючи за 66 700 км від поверхні, апарат закінчив фотосеанс. За цей час було зроблено 29 знімків розміром 10×25 мм, що вкрили 70 % поверхні Місяця.
Плівку було автоматично проявлено, закріплено і висушено, після чого відскановано і передано аналоговим радіосигналом на Землю. Було успішно передано 17 зображень низької якості, на яких можна було розрізнити лише окремі елементи місцевості.
10 жовтня апарат досяг найбільшого віддалення від Землі — 480 тис. км.
18 жовтня 0 15:50 UTC «Луна-3» закінчила перший оберт навколо системи Земля — Місяць
29 квітня 1960 року після 11 обертів навколо системи Земля — Місяць космічний апарат увійшов у земну атмосферу й припинив своє існування.
«Луна-3» був першим космічним апаратом, який рухався траєкторією вільного повернення.

## Галерея

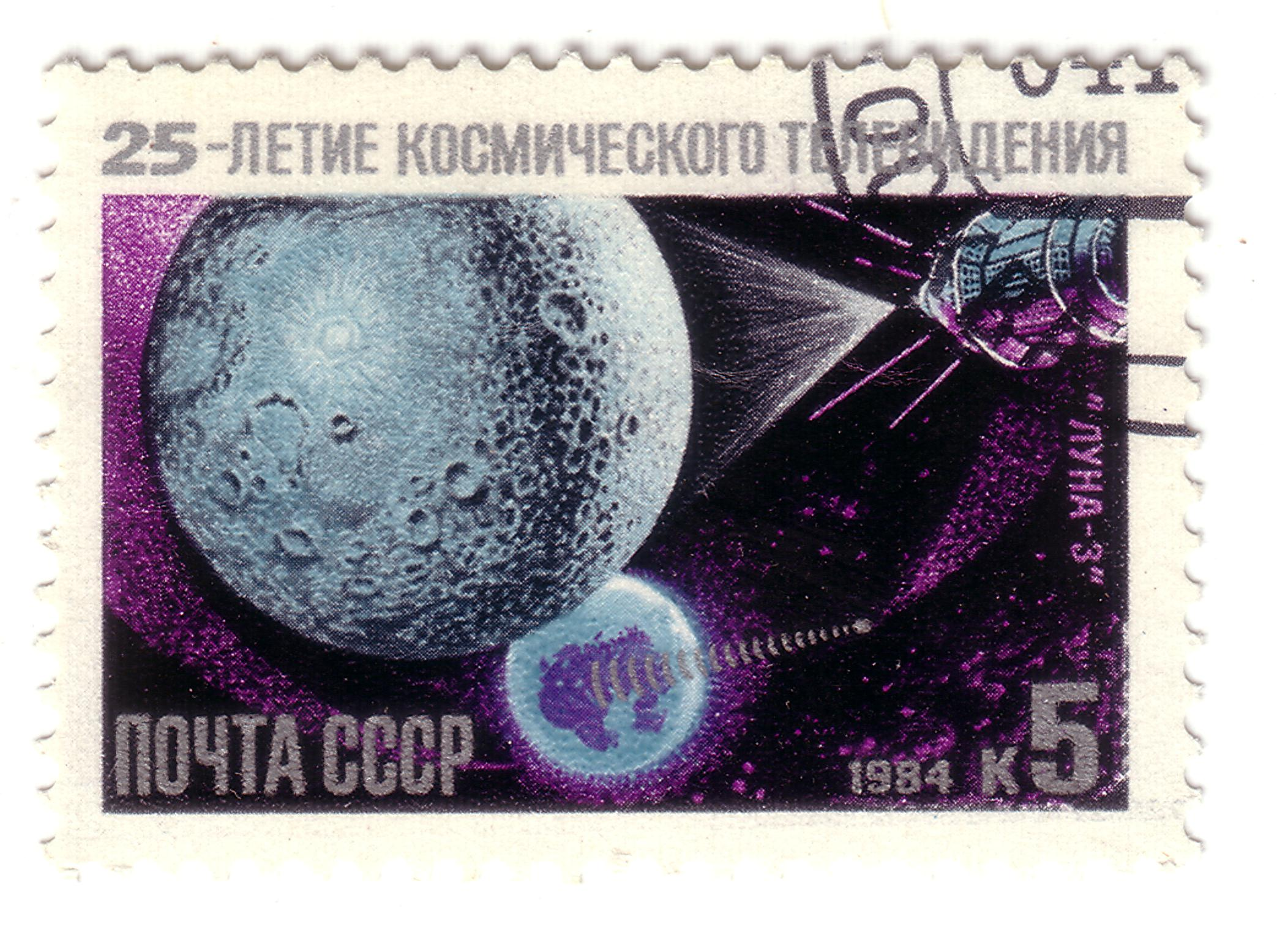
Поштова марка СРСР, 25-річчя космічного телебачення із зображенням КА «Луна-3»
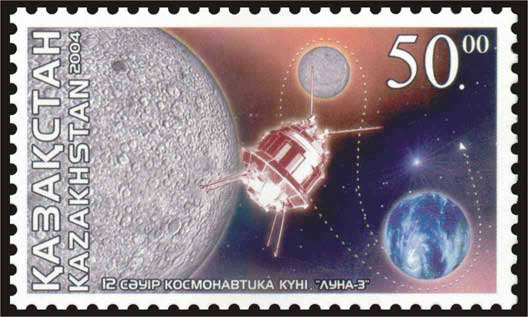
Поштова марка Казахстан, апарат «Луна-3»
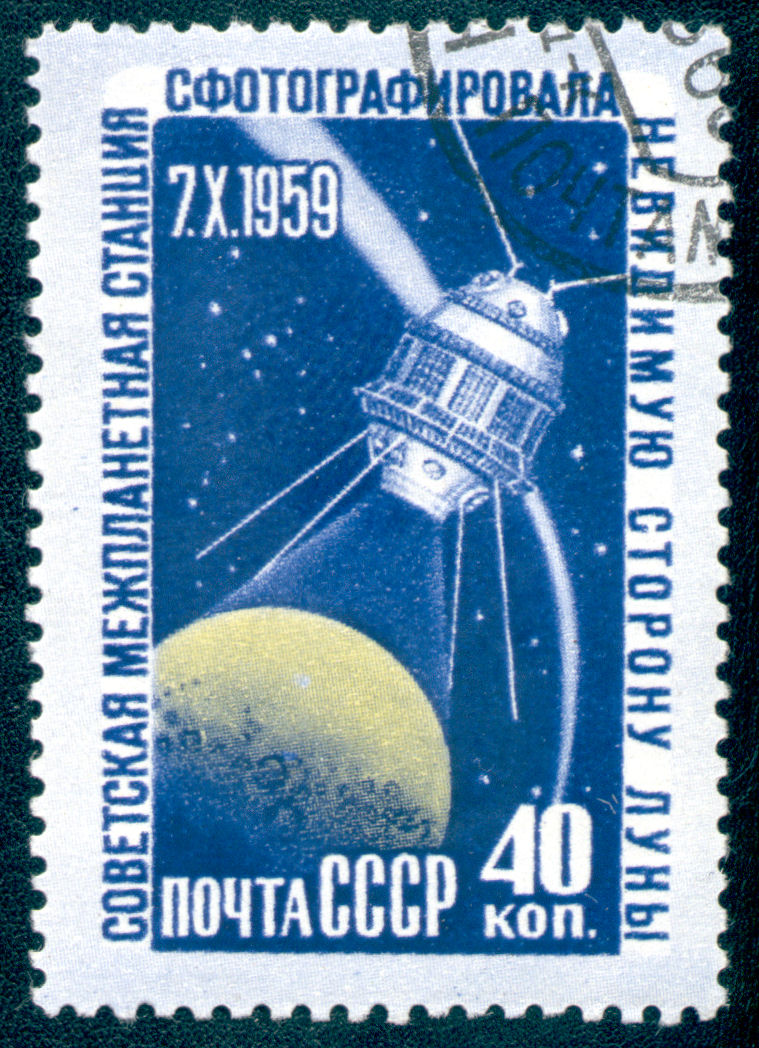
Поштова марка СРСР із зображенням космічного апарата «Луна-3»